# Megaceryle
Megaceryle är ett fågelsläkte i familjen kungsfiskare inom ordningen praktfåglar som tidigare ofta placerades med gråfiskaren i Ceryle men som nu vanligen urskiljs som ett eget släkte. Släktet omfattar fyra arter som förekommer i östra och södra Asien, Nord- och Sydamerika samt Afrika söder om Sahara:
- Tofskungsfiskare (M. lugubris)
- Jättekungsfiskare (M. maxima)
- Bälteskungsfiskare (M. alcyon)
- Ringkungsfiskare (M. torquata)